# Kleun Cheewit
Kleun Cheewit (tailandés: คลื่นชีวิต, inglés: Life Wave), es una serie de televisión tailandesa transmitida del 23 de enero del 2017 hasta el 13 de marzo del 2017 por medio de la cadena Channel 3.

## Sinopsis
Khun "Jee" Jeerawat es una famosa, alegre y trabajadora actriz y modelo, con un pasado doloroso, quien creció junto a su abuela y lejos de su madre, Jariya, luego de que esta la abandonara después de casarse con Sitata, un hombre rico pero sórdido y peligroso al que no le importa hacerle daño a la gente con tal de lograr lo que quiere y que en secreto desea a Jee. 
Cuando su madre no esta cerca su padrastro, siempre encuentra una excusa y oportunidad para amenazarla y molestarla. Un día, cuando Sitata decide drogarla para intentar abusar de ella, Jee logra escaparse, sin embargo en su huida desafortunadamente golpea accidentalmente a Tiew, una mujer que se encontraba parada a mitad de camino y quien luego muere en el hospital.
La muerte de la mujer ocasiona que su novio, Khun "Thit" Sathit, quien es un atractivo abogado jure vengarse de la persona responsable de su muerte. Mientras tanto Sitata y Jariya utilizan sus influencias y dinero para esconder toda evidencia sobre el accidente, para que nadie descubra la verdadera razón por la que sucedió.
Por otro lado Jee también tiene que soportar a su compañera de trabajo, Pim, una actriz sin escrúpulos que siempre está buscando la forma de lastimarla.
Cuando Thit descubre la identidad de Jee, comienza a acecharla y molestarla; además por una serie de mal entendidos cree que ella quiere separar a su familia, por lo que decide encontrar evidencias que demuestren su naturaleza manipuladora y malvada. Aunque al inicio le exige que se entregue a la policía y la amenaza, en el proceso comienza a enamorarse de Jee.
Pronto Thit se encuentra en conflicto por sus sentimientos hacia Jee y su voto de venganza, sin embargo poco a poco termina dándose cuenta de que Jee en realidad es una persona buena, querida y amable, y cuando finalmente descubre la verdad sobre el accidente, se siente en paz con sus sentimientos y jura llevar a la justicia a Sitata. 
Thit y Jee deberán descubrir la forma de atrapar a Sitata y encarcelarlo por todos sus crímenes, mientras que deberán cuidarse de la gente que quiere lastimarlos y separarlos, para poder estar juntos.

## Reparto

### Personajes principales
| Actor                                 | Personaje           | Ocupación                           | N.º de episodios | Duración |
| ------------------------------------- | ------------------- | ----------------------------------- | ---------------- | -------- |
| Prin Suparat                          | Khun "Thit" Sathit  | Abogado                             | 15               | 2017     |
| Urassaya Sperbund                     | Khun "Jee" Jeerawat | Actriz                              | 15               | 2017     |
| Louis Scott                           | Chaiyan             | Director / Amigo de Thit            | 15               | 2017     |
| Jarinporn Joonkiat                    | Piyakul "Piak"      | Hermana de Thit / Esposa de Chaiyan | 15               | 2017     |
| Masu Junyangdikul                     | Jett                | Amigo de Jee                        | 15               | 2017     |
| Nuttanicha "Nychaa" Dungwattanawanich | Daraka "Dao"        | Maestra / Amiga de Jee              | 11               | 2017     |

### Personajes secundarios
| Actor                                    | Personaje      | Ocupación             | N.º de episodios | Duración |
| ---------------------------------------- | -------------- | --------------------- | ---------------- | -------- |
| Teerapong Leowrakwong                    | Sitata         | Padrastro de Jee      | 10               | 2017     |
| Mayurin "Kik" Pongpudpunth               | Jariya         | Madre de Jee          | 10               | 2017     |
| Bua Wansiri                              | Janjira        | Hermana de Jett       | 9                | 2017     |
| Chotika "Noey" Wongwilas                 | Pim            | Actriz                | 5                | 2017     |
| Sriphan Chunechomboon                    | Looknam        | Asistente de Pim      | 5                | 2017     |
| Klomklom Khwanruedi                      | Nawadee        | Madre de Tiew         | 5                | 2017     |
| Prima "Prim" Bhunjaroeun                 | Tiwadee "Tiew" | Difunta Novia de Thit | 3                | 2017     |
| Freudonidas "Freud" Natthapong Chartpong | Pan            | Hermano de Jee        | -                | 2017     |
| Santisuk "Noom" Promsiri                 | Patna          | -                     | -                | 2017     |
| Jack Chakapan                            | -              | -                     | -                | 2017     |
| Eckhai Ueasangkhomserot                  | Suki           | -                     | -                | 2017     |
| Prima Ratchata                           | Sirirak        | -                     | -                | 2017     |
| Warit Sirisantana                        | -              | -                     | -                | 2017     |
| Anant Boonnark                           | -              | -                     | -                | 2017     |
| Tassawan Seneewongse Na Ayutthaya        | -              | -                     | -                | 2017     |

## Episodios
La serie estuvo conformada por 15 episodios, los cuales fueron emitidos cada lunes y martes a través de Channel 3. 

## Premios y nominaciones
| Año  | Categoría                          | Premio                             | Nominado (a)                   | Resultado |
| ---- | ---------------------------------- | ---------------------------------- | ------------------------------ | --------- |
| 2021 | HOAC’s Viewers Choice Drama Series | HOAC Award of 2020                 | "Kleun Cheewit"                | Ganó      |
| 2018 | Best Actress                       | Siam Dara Stars Award              | Urassaya Sperbund              | Nominada  |
| 2018 | Best Actor                         | Siam Dara Stars Award              | Prin Suparat                   | Nominado  |
| 2018 | Best Drama                         | Siam Dara Stars Award              | Kleun Cheewit                  | Nominado  |
| 2018 | Best Actor                         | Nine Entertain Award               | Prin Suparat                   | Nominado  |
| 2018 | Best Actor                         | Nine Entertain Award               | Louis Scott                    | Nominado  |
| 2018 | Best Drama                         | Nine Entertain Award               | Kleun Cheewit                  | Nominado  |
| 2018 | Best Actress                       | 32th TV Gold Award                 | Urassaya Sperbund              | Ganó      |
| 2018 | Best Actor                         | Howe Award                         | Prin Suparat                   | Ganó      |
| 2018 | Top Talk-About Actor               | Thai Top Talk-About Award          | Prin Suparat                   | Ganó      |
| 2018 | Top Talk-About TV Drama            | Thai Top Talk-About Award          | "Kleun Cheewit"                | Ganó      |
| 2017 | Best Actress of The Year           | Star Indy Award (DaraInside) Award | Urassaya Sperbund              | Ganó      |
| 2017 | Best Supporting Actor              | Star Indy Award (DaraInside) Award | Eckhai Ueasangkhomserot        | Ganó      |
| 2017 | Best Drama of the Year             | Star Indy Award (DaraInside) Award | "Kleun Cheewit"                | Ganó      |
| 2017 | Best Actress                       | Maya Award                         | Urassaya Sperbund              | Nominada  |
| 2017 | Best Actor                         | Maya Award                         | Prin Suparat                   | Nominado  |
| 2017 | Best Supporting Actress            | Maya Award                         | Jarinporn Joonkiat             | Nominada  |
| 2017 | Best Supporting Actor              | Maya Award                         | Louis Scott                    | Nominado  |
| 2017 | Best Director                      | Maya Award                         | Aew Ampaiporn Jitmaingong      | Nominada  |
| 2017 | Best Song                          | Maya Award                         | "Ying Ham Ying Wanwai" de Zeal | Nominado  |
| 2017 | Most Popular Drama                 | Maya Award                         | "Kleun Cheewit"                | Nominado  |

## Producción
La serie también es conocida como "Wave of Life" y/o "Khluen Chiwit".
Fue dirigida por Aew Ampaiporn Jitmaingong, contó con el apoyo del productor Da Hathairat Aumatawanich.
Es una versión moderna de la serie Kleun Cheewit de 1995.
La serie contó con el apoyo de la compañía "Lakorn Thai" y fue distribuida por la cadena Channel 3 (también conocida como "Thai TV 3").

### Música
La música de inicio es "Ying Ham Ying Wanwai" (ยิ่งห้ามยิ่งหวั่นไหว) de Zeal, mientras que la música de cierre es "Ya Bok Wa" (อย่าบอกว่า) de Warn Wunwarn.

### Popularidad
El drama fue un gran éxito y recibió una gran popularidad en Tailandia. También recibió críticas positivas por parte de los críticos, entre ellas la química entre los actores principales Prin Suparat y Urassaya Sperbund, así como la habilidad de la directora para sacar el potencial de los personajes.
Fue considerado el Lakorn (un drama o telenovela hecha en Tailandia) de Channel 3 con mejor puntuación del 2017. Encabezó la lista de los más vistos en Bilibili y otros sitios populares de transmisión de videos en China.
Durante su emisión, los episodios dramáticos fueron tendencia principal en sitios como Google y Twitter. Además el drama recibió elogios de los televidentes alrededor del mundo como China, Rusia, Vietnam, Indonesia, Malasia y otros países Árabes.